# پانی انبار
پانی انبار یا Agrasen ki Baoli نام یک آب انبار دوره گورکانی در شهر دهلی است.

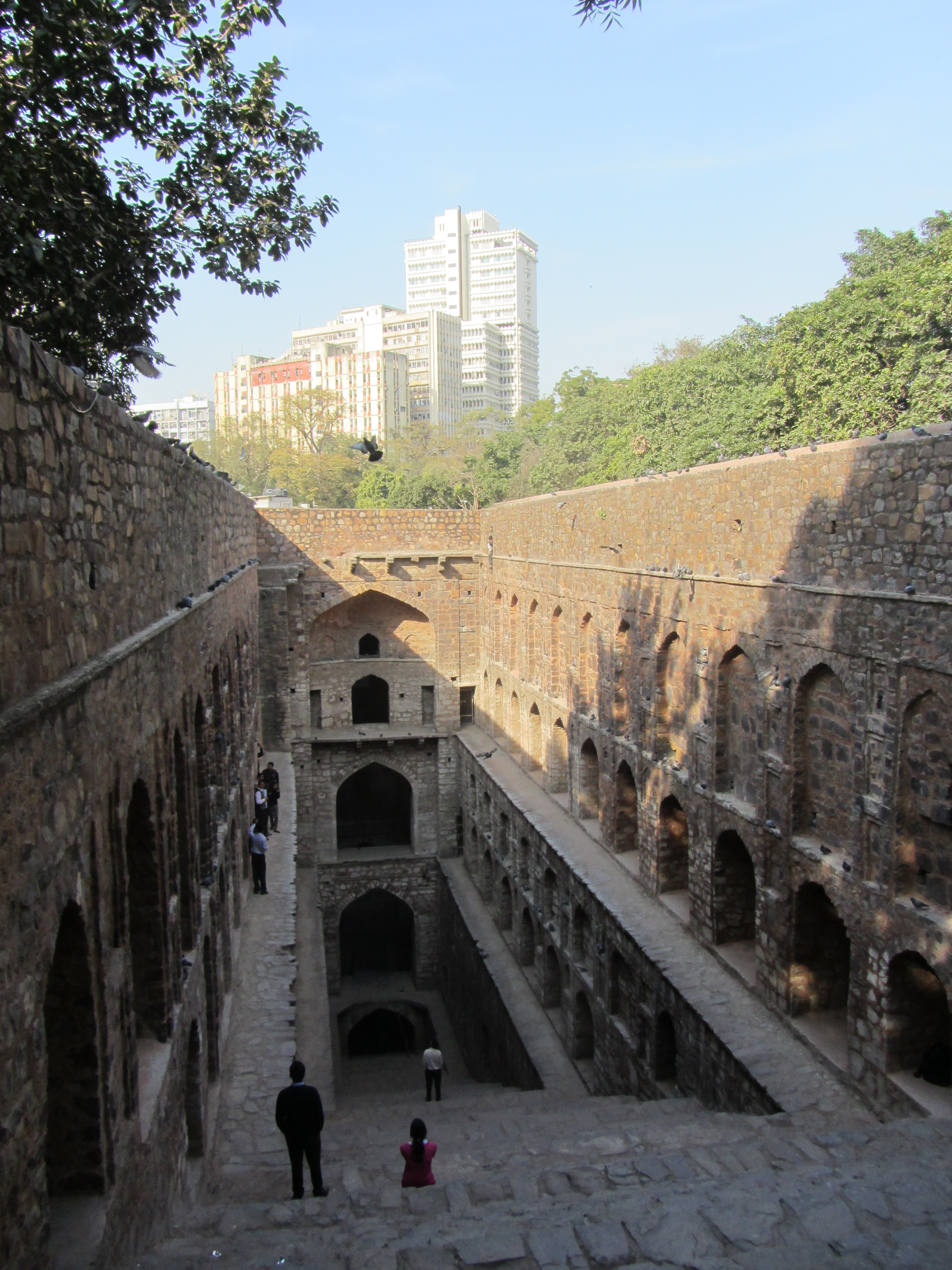
آب انبار

## مشخصات
این آب انبار متعلق به مسجد جامع محل بوده که از مسجد آن تنها بخشی از سقف و دو محراب مزین به آیه‌های قرانی باقی‌مانده است. از این آب انبار برای تهیه آب در فصل خشک و همچنین برای وضو گرفتن استفاده می‌شده است. اما اکنون این محل به نام آخرین مالک آن شناخته می‌شود و به آگراسن بااولی معرفی شده است. گودی آن ۱۵ متر و درازای آن بدون محاسبه فضای مسجد ۶۰ متر است. معماری آن شبیه آب انبارهای گجرات و آب انبارهای مساجد و حسینیه آصفی لکنو است. در فصل باران آب‌های باران را به آن هدایت و در فصل خشک از آن استفاده می‌کرده‌اند. معماری آن گورکانی و ایرانی است. این بنا جزو آثار ملی هند ثبت شده است؛ و یک مکان توریستی است.
این آب انبار در خیابان هلی یا خیابان ایران در نزدیکی سفارت ایران واقع شده است.
بخش‌هایی از فیلم پی‌کی (فیلم) در این آب انبار ساخته شده است.

## معماری
در مورد ساخت بنا هیچ سند محکم وجود ندارد اما بیشتر به نظر می‌رسد در دوره تغلق یا اوایل دوره گورکانی ساخته شده باشد.